# Can Sanfeliu
Can Sanfeliu és un edifici de Mataró (Maresme) protegit com a Bé Cultural d'Interès Local.

## Descripció
Es tracta d'un casal de planta baixa i tres plantes pis. L'edifici presenta una composició amb simetria central marcada per la tribuna del primer pis i el timpà de la cornisa. Balcons al primer pis i segon pis i finestres amb arcs de mig punt al tercer. L'edifici acaba amb un acroteri amb balustres i florons. Quatre pilastres compostes marquen el ritme dels tres cossos de la finca.